# Карабиновский сельский совет
Карабиновский сельский совет (укр. Карабинівська сільська рада) — входит в состав
Павлоградского района
Днепропетровской области
Украины.
Административный центр сельского совета находится в 
с. Карабиновка.

## Населённые пункты совета
- с. Карабиновка
- с. Лиманское
- пос. Минеральные Воды
- с. Новоалександровское